# Hemistola efformata
Hemistola efformata là một loài bướm đêm trong họ Geometridae.